# Boodschapper (islam)
Een boodschapper (Arabisch: رسول, rasoel) is volgens de traditionele opvattingen binnen de islam een profeet die nieuwe of gecorrigeerde openbaringen en/of Wetten van God brengt. Het geloof in de boodschappers is een van de Zuilen van geloof.
Boodschappers volgens de Koran;
- Nuh (26:106-107)
- Hud (11:58-59)
- Salih (26:142-143)
- Lut (26:161-162)
- Ismaël (19:54)
- Shu'aib (26:177-178)
- Musa (19:51)
- Isa (2:253, 4:171)
- Mohammed (33:40)

De islamitische Heilige Boeken werden alle aan een boodschapper geopenbaard: 
- de Suhuf Ibrahim aan Ibrahim (hoofdstukken De Ster 36–37, De Allerhoogste 18–19)
- de Tawrat aan Musa (hoofdstukken Het Geslacht van Imraan 3, 48 en 60, De Tafel 43–46 en 66)
- de Zaboer aan Dawud (hoofdstukken De Vrouwen 163, De Nachtreis 55)
- de Indjil aan Isa (hoofdstuken Het Geslacht van Imraan 3, 48 en 60, De Tafel 43–46 en 66)
- de Koran aan Mohammed (hoofdstukken Jozef 1–3, Ta Ha 2, De Mieren 19, De Onoverkomelijke Gebeurtenis 77–80, hoofdstuk De Mens 23)

Een boodschapper is tegelijkertijd ook profeet, maar niet alle profeten zijn ook boodschapper.
In een door Abu Dharr overgeleverde Hadith worden daarnaast ook geschriften van Adam, Sheeth en Idris genoemd. Volgens Tabari worden met de in de Koran gemelde "vroegere bladen" (soera Ta Ha 133, Hoofdstuk De Allerhoogste 18) de geopenbaarde werken van Sheeth en Idris bedoeld.
De islamitische leerstelling is dat alle geopenbaarde geschriften met uitzondering van de Koran aangepast en/of  veranderd تحريف, tahrif) zijn of verloren gingen. De Thora, Psalmen en Evangeliën zoals die in het jodendom en christendom bekend zijn, bevatten weliswaar een kern van waarheid, maar zijn niet de oorspronkelijke (islamitische) geschriften, zoals deze aan de boodschappers werd verkondigd aan hun volk.
Op grond van de Koran kan men stellen dat Musa de enige boodschapper is tot wie God direct sprak. Volgens verschillende verzen kan er geen onderscheid gemaakt worden tussen het belang van een profeet of een boodschapper of boodschappers onderling, hoewel er volgens Soera De Koe 253 sommige boodschappers boven anderen in rang verheven zijn en aan Isa (Jezus) gaf God duidelijke tekenen en werd versterkt met de geest der heiligheid.
In de shahadah getuigt een moslim dat Mohammed Gods boodschapper is.